# FC Speranţa Nisporeni
FC Speranţa är en fotbollsklubb i Nisporeni i Moldavien grundades 2009. 

## Placering tidigare säsonger
| Säsong  | Nivå | Liga              | Placering | Referens |
| ------- | ---- | ----------------- | --------- | -------- |
| 2015/16 | 1    | Divizia Națională | 7         | [ 1 ]    |
| 2016/17 | 1    | Divizia Națională | 7         | [ 2 ]    |
| 2017    | 1    | Divizia Națională | 6         | [ 3 ]    |
| 2018    | 1    | Divizia Națională | 4         | [ 4 ]    |
| 2019    | 1    | Divizia Națională | 6         | [ 5 ]    |
| 2020    | 1    | Divizia Națională | 9         | [ 6 ]    |
| 2021/22 | x    | x                 | x         | [ 7 ]    |